# Allocosmoecus partitus
Allocosmoecus partitus là một loài Trichoptera trong họ Limnephilidae. Chúng phân bố ở miền Tân bắc.